# Fundació Humanitària pel 3r i 4t Món Dr. Trueta
La Fundació Humanitària pel tercer i quart món Dr. Trueta es va constituir l'any 1993 com a associació, gràcies al seu actual president, que en aquells moments treballava a l'hospital de Manlleu. Set anys després, el 2000, amb l'augment de volum de feina es varen passar a Fundació i es va crear el centre especial de treball El Merma a Vic i més endavant se'n va obrir un altre a Berga per a persones amb malaltia mental. L'any 2015, però, es van veure obligats a tancar el CET de Berga.
L'objectiu principal amb el qual va néixer la Fundació Dr. Trueta va ser el de portar medicaments que sobraven al territori i estaven en bon estat, als països amb menys recursos. Però actualment s'han hagut de redefinir com a fundació, ja que Espanya va adoptar una llei que no permet enviar medicaments manipulats.